# Ротсчайлд (Вісконсин)
Ротсчайлд (англ. Rothschild) — селище (англ. village) в США, в окрузі Марафон штату Вісконсин. Населення — 5567 осіб (2020).

## Географія
Ротсчайлд розташований за координатами 44°52′27″ пн. ш. 89°36′44″ зх. д. / 44.87417° пн. ш. 89.61222° зх. д. (44.874158, -89.612270).  За даними Бюро перепису населення США в 2010 році селище мало площу 17,89 км², з яких 16,92 км² — суходіл та 0,97 км² — водойми.

## Демографія
Згідно з переписом 2010 року, у селищі мешкало 5269 осіб у 2199 домогосподарствах у складі 1465 родин. Густота населення становила 295 осіб/км².  Було 2332 помешкання (130/км²).
Расовий склад населення:
| - 93,9 % — білих - 3,8 % — азіатів - 0,5 % — чорних або афроамериканців - 0,3 % — корінних американців |

До двох чи більше рас належало 1,3 %. Частка іспаномовних становила 1,2 % від усіх жителів.
За віковим діапазоном населення розподілялося таким чином: 22,4 % — особи молодші 18 років, 61,5 % — особи у віці 18—64 років, 16,1 % — особи у віці 65 років та старші. Медіана віку мешканця становила 41,8 року. На 100 осіб жіночої статі у селищі припадало 97,5 чоловіків;  на 100 жінок у віці від 18 років та старших — 97,1 чоловіків також старших 18 років.
Середній дохід на одне домашнє господарство  становив 64 320 доларів США (медіана — 56 656), а середній дохід на одну сім'ю — 74 384 долари (медіана — 71 189). Медіана доходів становила 45 072 долари для чоловіків та 36 101 долар для жінок. За межею бідності перебувало 7,8 % осіб, у тому числі 9,7 % дітей у віці до 18 років та 4,5 % осіб у віці 65 років та старших.
Цивільне працевлаштоване населення становило 3168 осіб. Основні галузі зайнятості: освіта, охорона здоров'я та соціальна допомога — 24,3 %, виробництво — 16,3 %, фінанси, страхування та нерухомість — 14,4 %.